# Saddle Hills County
Das Saddle Hills County ist einer der 63 „municipal district“ in Alberta, Kanada. Der Verwaltungsbezirk liegt in der Region Nord-Alberta und gehört zur „Census Division 19“. Er wurde zum 1. April 1945 eingerichtet (incorporated als „Improvement District No. 134“) und sein Verwaltungssitz befindet sich westlich von Spirit River an der Einmündung des Alberta Highway 725 in den Alberta Highway 49. Seit der Einrichtung wurde der Bezirk mehrfach umbenannt.
Der Verwaltungsbezirk ist für die kommunale Selbstverwaltung in den ländlichen Gebieten sowie den nicht rechtsfähigen Gemeinden, wie Dörfern und Weilern und ähnlichem, zuständig. Für die Verwaltung der Städte (City) und Kleinstädte (Town) in seinen Gebietsgrenzen ist er nicht zuständig.

## Lage
Der „Municipal District“ liegt im zentralen Westen der kanadischen Provinz Alberta und grenzt nach Westen an die Provinz British Columbia. Der Peace River bildet dabei die Nordgrenze des Bezirks. Im Westen fließt der Pouce Coupé River, bevor er nach einer Schleife durch British Columbia in den Peace River einmündet. In Zentrum des Bezirks liegt der Moonshine Lake Provincial Park und im Norden der Dunvegan West Wildland Provincial Park, ein geschütztes Wildnisgebiet am Peace River.
|                  | Clear Hills County                          | Municipal District of Fairview No. 136     |
| British Columbia | Kompassrose, die auf Nachbargemeinden zeigt | Municipal District of Spirit River No. 133 |
|                  | County of Grande Prairie No. 1              | Birch Hills County                         |

## Bevölkerung
Der Bezirk ist größtenteils nur dünn besiedelt, der Schwerpunkt der Besiedlung zieht sich im Wesentlichen entlang des Alberta Highway 49.
| Jahr | Erhebung          | Einwohner | Änderung | Fläche (km²) | Bev.-dichte (EW/km²) |
| ---- | ----------------- | --------- | -------- | ------------ | -------------------- |
| 2016 | Volkszählung 2016 | 2225      | - 2,8 %  | 5838.15      | 0,4                  |
| 2011 | Volkszählung 2011 | 2288      | - 6,9 %  | 5836,92      | 0,4                  |

## Gemeinden und Ortschaften
Folgende Gemeinden liegen innerhalb der Grenzen des Verwaltungsbezirks:
- Stadt (City): keine
- Kleinstadt (Town): keine
- Dorf (Village): keine
- Weiler (Hamlet) u. ä.: Woking

Außerdem bestehen noch weitere, noch kleinere Ansiedlungen.